# U-17-Handball-Europameisterschaft der Frauen
Die U-17-Handball-Europameisterschaften der Frauen ist der Wettbewerb der besten Nationalmannschaften für weibliche Handballspieler unter 17 Jahren und wird seit 1992 ausgespielt. Sie finden im Abstand von zwei Jahren statt. Nach einer Qualifikation treffen die besten 16 Mannschaften der Europäischen Handballföderation (EHF) aufeinander. Das Turnier dient neben der Ermittlung der besten europäischen Mannschaft auch als Qualifikation für die U-18-Handball-Weltmeisterschaft der Frauen.
Aktueller Titelverteidiger ist Frankreich.

## Turniere im Überblick
| Jahr | Gastgeber   | TN | Europameister | Ergebnis | Zweiter     | Dritter     |
| ---- | ----------- | -- | ------------- | -------- | ----------- | ----------- |
| 1992 | Ungarn      |    | Norwegen      | 17:14    | Dänemark    | Deutschland |
| 1994 | Litauen     |    | Ukraine       | 24:16    | Tschechien  | Dänemark    |
| 1997 | Österreich  |    | Spanien       | 20:11    | Norwegen    | Russland    |
| 1999 | Deutschland |    | Rumänien      | 31:26    | Russland    | Deutschland |
| 2001 | Türkei      |    | Russland      | 26:14    | Deutschland | Ungarn      |
| 2003 | Russland    |    | Russland      | 28:13    | Rumänien    | Ungarn      |
| 2005 | Österreich  |    | Dänemark      | 29:26    | Rumänien    | Frankreich  |
| 2007 | Slowakei    |    | Frankreich    | 30:20    | Spanien     | Niederlande |
| 2009 | Serbien     | 16 | Dänemark      | 24:23    | Russland    | Norwegen    |
| 2011 | Tschechien  | 16 | Russland      | 24:23    | Dänemark    | Norwegen    |
| 2013 | Polen       | 16 | Schweden      | 26:24    | Russland    | Dänemark    |
| 2015 | Mazedonien  | 16 | Dänemark      | 25:24    | Russland    | Ungarn      |
| 2017 | Slowakei    | 16 | Deutschland   | 23:18    | Norwegen    | Ungarn      |
| 2019 | Slowenien   | 16 | Ungarn        | 28:24    | Schweden    | Frankreich  |
| 2021 | Montenegro  | 16 | Ungarn        | 25:19    | Deutschland | Russland    |
| 2023 | Montenegro  | 16 | Frankreich    | 24:19    | Dänemark    | Deutschland |
| 2025 | Montenegro  | 24 | Slowakei      | 34:30    | Kroatien    | Montenegro  |

## Medaillenspiegel
| Rang | Land        | Goldmedaillen | Silbermedaillen | Bronzemedaillen | Gesamt |
| ---- | ----------- | ------------- | --------------- | --------------- | ------ |
| 1    | Russland    | 3             | 4               | 2               | 9      |
| 2    | Dänemark    | 3             | 3               | 2               | 8      |
| 3    | Ungarn      | 2             | 0               | 4               | 6      |
| 4    | Frankreich  | 2             | 0               | 2               | 4      |
| 5    | Deutschland | 1             | 2               | 3               | 6      |
| 6    | Norwegen    | 1             | 2               | 2               | 5      |
| 7    | Rumänien    | 1             | 2               | 0               | 3      |
| 8    | Spanien     | 1             | 1               | 0               | 2      |
|      | Schweden    | 1             | 1               | 0               | 2      |
| 10   | Ukraine     | 1             | 0               | 0               | 1      |
|      | Slowakei    | 1             | 0               | 0               | 1      |
| 12   | Tschechien  | 0             | 1               | 0               | 1      |
|      | Kroatien    | 0             | 1               | 0               | 1      |
| 14   | Niederlande | 0             | 0               | 1               | 1      |
|      | Montenegro  | 0             | 0               | 1               | 1      |

(Stand: 10. August 2024)